# سیارک ۱۸۱۷۱
سیارک ۱۸۱۷۱ (به انگلیسی: 18171 Romaneskue، نامگذاری:2000QB5) هجده هزار و صد و هفتاد و یکمین سیارک کشف شده‌است که در ۲۴ اوت ۲۰۰۰، کشف شد.
قدر مطلق سیارک برابر ۷.۴ می باشد.